# Parastylodactylus bimaxillaris
Parastylodactylus bimaxillaris is een garnalensoort uit de familie van de Stylodactylidae. De wetenschappelijke naam van de soort is voor het eerst geldig gepubliceerd in 1888 door Spence Bate.